# Андрусенко, Корней Михайлович
Корне́й Миха́йлович Андрусенко (15 (27) сентября 1899 — 8 октября 1976) — советский военачальник, Герой Советского Союза (15.01.1944), полковник (31.12.1941).

## Молодость и довоенная служба
Родился 15 (27) сентября 1899 года в посёлке Парафиевка Ичнянского района Черниговской области в крестьянской семье. Украинец. Образование среднее. Работал токарем.
В июне 1918 года вступил в красный партизанский отряд, действовавший на территории Черниговской и Полтавской губерний. Участвовал в боевых действиях против австро-германских оккупационных войск и частей марионеточного «гетмана» П. П. Скоропадского. 
В августе 1918 года отряд перешёл через линию фронта, был включен в состав Красной Армии и на его основе был создан 4-й Нежинский стрелковый полк. Андрусенко был зачислен в этот полк красноармейцем, принимал участие в Гражданской войне против петлюровской армии. С марта 1919 года — красноармеец 1-го Киевского коммунистического полка, в декабре 1919 года тяжело заболел тифом. После выписки из госпиталя служил в караульном батальона при Борзнянском уездном военкомате, участвовал в боевых действиях против банды Орлова. С августа 1920 года воевал в 73-и м 6-м стрелковых полках Юго-Западного фронта, участвовал в боях против польской армии и отрядов Нестора Махно. 
С июня 1921 году был курсантом 56-х Черниговских пехотных курсов, которые в августе 1922 года влились в 5-ю Киевскую военную пехотную школу. Во время учёбы также многократно в составе отрядов курсантов воевал против махновцев  и отрядов генерала Тютюнника. В 1924 году окончил школу, направлен командиром взвода полковой школы 134-го стрелкового полка 45-й стрелковой дивизии Украинского военного округа. В 1925 году вступил в ВКП(б). С января 1925 — командир взвода 6-го полка связи, с ноября 1925 — командир стрелкового взвода и командир взвода полковой школы 137-го стрелкового полка. С октября 1929 — инструктор вневойсковой подготовки территориального управления Крымской АССР, с января 1931 — инструктор вневойсковой подготовки Симферопольского районного военкомата, с ноября 1931 — военный комиссар Бородянского района Киевской области Украинской ССР, с декабря 1932 — заведующий военным кабинетом Одесского гарнизонного Дома Красной Армии. С апреля 1937 года — помощник начальника штаба 134-го стрелкового полка. В сентябре 1938 года переведён в Среднеазиатский военный округ, где служил начальником 5-го отдела штаба округа, с декабря 1939 — помощником командира 428-го горнострелкового полка, с апреля 1940 — командиром 8-го отдельного местного стрелкового батальона.
В 1941 году окончил заочный факультет Военной академии РККА имени М. В. Фрунзе и в апреле 1941 года назначен заместителем командира 837-го стрелкового полка. 

## Великая Отечественная война
После начала Великой Отечественной войны в июле 1941 года подполковник К. М. Андрусенко назначен командиром 1081-го стрелкового полка 312-й стрелковой дивизии, спешно формирующейся в Актюбинске. С августа 1941 года — в действующей армии, когда дивизия и полк вошли в состав 52-й отдельной армии и заняли оборону севернее Новгорода по рубежу реки Волхов. Однако в связи с катастрофическим развитием ситуации на Западном фронте, части которого почти в полном составе попали в «Вяземский котёл», дивизия была спешно переброшена под Малоярославец и включена в состав 43-й армии. Через несколько часов после выгрузки из железнодорожных эшелонов 11 октября 1941 года части дивизии вступили в бой, обороняя Москву. Вскоре, 17 октября 1941 года, назначен командиром 266-го стрелкового полка 93-й стрелковой дивизии в той же армии. Полк вёл жестокие оборонительные бои, в ходе которых в ноябре 1941 года полковник Андрусенко был ранен.
После выхода из госпитале в декабре 1941 года назначен командиром 329-й стрелковой дивизии 5-й и 33-й армий Западного фронта. В составе 33-й армии генерал-лейтенанта М. Г. Ефремова в ходе Ржевско-Вяземской наступательной операции дивизия попала в окружение. Предложение о капитуляции на почётных условиях Андрусенко отклонил и решил прорываться из окружения. Прорыв был им организован плохо: управление частями в ходе боя было утрачено, дивизия распалась на мелкие группы, переход через линию фронта сопровождался большими потерями, на территории противника были оставлены все раненые, войска утратили практически все миномёты, пулемёты и артиллерию. В итоге после перехода линии фронта полковник Андрусенко был арестован и осуждён приговором военного трибунала Западного фронта № 411 от 6 апреля 1942 г. к расстрелу «за бездеятельность при выходе дивизии из окружения». Однако трибунал не учёл того, что части 33-й армии ещё до прорыва почти полностью утратили боеспособность из-за длительных боёв в окружении, при этом командование Западного фронта помощи окружённым войскам не оказало. При пересмотре приговора по жалобе К. М. Андрусенко эти обстоятельства были учтены как частично смягчающие его вину и определением № 02028-9029 Военной коллегии Верховного суда СССР от 4 мая 1942 года этот явно поспешный приговор был заменён на «10 лет лишения свободы с отправкой в действующую армию», одновременно с понижением в воинском звании с полковника до майора.
В мае 1942 года К. М. Андрусенко назначен командиром 115-й отдельной курсантской бригады 5-го гвардейского стрелкового корпуса 16-й армии на Западном фронте. В августе 1942 года бригада была переброшена под Сталинград, включена в состав 62-й армии Сталинградского фронта и участвовала в Сталинградской битве. Однако и там ему не повезло: в районе посёлков Городище и Орловка (у северной окраины Сталинграда) бригада в конце сентября — начале октября вновь попала в окружение, была расчленена противником и практически полностью погибла после 10-дневных жестоких боёв, от бригады осталось немногим более 300 бойцов. Приказом командующего Сталинградским фронтом генерал-полковника А. И. Ерёменко от 3 ноября 1942 года К. М. Андрусенко был отстранён от командования и отдан под суд военного трибунала. Но после разбирательства обстоятельств боёв постановлением Военного совета фронта от 15 декабря 1942 года этот приказ был отменён. Тем не менее, Андрусенко был ещё раз понижен в должности и назначен командиром 716-го стрелкового полка 157-й стрелковой дивизии 64-й армии на Сталинградском и Донском фронтах. После капитуляции 6-й немецкой армии в Сталинграде полк стал гвардейским и получил наименование 239-й гвардейский стрелковый полк приказом Верховного Главнокомандующего от 1 марта 1943 года. Ещё в 1942 году ему вновь было присвоено звание полковника.
Во главе этого полка 76-й гвардейской стрелковой дивизии 61-й армии с весны 1943 года воевал на Брянском, Центральном, Белорусском фронтах. Участвовал в Курской битве, битве за Днепр, Гомельско-Речицкой наступательной операции.
Командир 239-го гвардейского стрелкового полка (76-я гвардейская стрелковая дивизия 61-й армии Центрального фронта) гвардии полковник К. М. Андрусенко особенно умело и отважно действовал в битве за Днепр. Преследуя отходящего противника, 27 сентября 1943 года он вывел свой полк на восточный берег Днепра в районе села Редьковка Любечского района Черниговской области. Умело руководил сбором и подготовкой подручных средств, лодок, плотов для переправы. В течение 28 и 29 сентября 1943 года в районе посёлка Любеч Черниговской области с боем переправил на западный берег Днепра на лодках и плотах все подразделения полка. В течение 29 и 30 сентября 1943 года отбил контратаки пехоты и танков противника и прочно закрепился на занятом рубеже. Удержав плацдарм, обеспечил переправу дивизии.
Указом Президиума Верховного Совета СССР от 15 января 1944 года за «образцовое выполнение боевых заданий командования по форсированию реки Днепр и проявленные при этом мужество и героизм» гвардии полковнику Корнею Михайловичу Андрусенко присвоено звание Героя Советского Союза с вручением ордена Ленина и медали «Золотая Звезда» (№ 1577)..
22 января 1944 года Андрусенко назначается командиром 55-й стрелковой дивизии (61-я армия, 1-й Белорусский фронт), воины которой отличились в ходе Белорусской стратегической наступательной операции «Багратион» (в том числе в Минской и Люблин-Брестской фронтовых наступательных операциях), в Прибалтийской наступательной операции. В этих операциях дивизия успешно действовала при освобождении 29 июня районного центра Гомельской области Белоруссии — города Петриков, другого районного центра города Лунинец (10 июля), областного центра города Пинск (14 июля). За Белорусскую операцию дивизия была награждена орденом Красного Знамени.
В октябре 1944 года дивизию переформировали в 1-ю дивизию морской пехоты и передали на Балтийский флот. Штаб дивизии размещался на советской военно-морской базе Порккала-Удд в Финляндии, в боевых действиях эта дивизия не участвовала.
6 апреля 1945 года освобождён от должности, в июне направлен на Дальний Восток, где 3 августа 1945 года назначен командиром 184-й стрелковой дивизии 5-й армии 1-го Дальневосточного фронта. В августе 1945 года участвовал в советско-японской войне, а именно в Харбино-Гиринской фронтовой операции — составной части Маньчжурской стратегической операции. При разгроме японской Квантунской армии дивизия форсировала реку Уссури, участвовала в прорыве четырёх укрепрайонов, освобождала города Мишань, Гирин, Яньцзи, Харбин.
В 1941—1945 годах был трижды ранен и контужен (август 1941, сентябрь 1941, сентябрь 1943).

## Послевоенная биография
После капитуляции Японии примерно полгода продолжал командовать той же дивизией. В феврале 1946 года назначен заместителем командира 393-й стрелковой дивизии в Приморском военном округе. В мае 1946 года уволен в запас.
В 1946—1956 годах жил в городе Сорочинск Чкаловской области. С 1956 года жил в Киеве. 
Скончался 8 октября 1976 года. Похоронен в Киеве на Лукьяновском военном кладбище.

## Награды
- Медаль «Золотая Звезда» Героя Советского Союза (№ 1577; 15.01.1944);
- Два ордена Ленина (15.01.1944; 21.02.1945);
- Орден Красного Знамени (3.11.1944);
- Орден Кутузова 2-й степени (26.08.1945);
- Орден Александра Невского (25.08.1943);
- Орден Красной Звезды;
- Медали СССР.

## Память
Именем Героя названы улицы в посёлке Парафиевка и в городе Чернигов.